# Shakti und Matze
Shakti und Matze sind ein Künstler- und Liedermacher-Duo aus Kaiserslautern. Es besteht aus der Künstlerin Shakti Paqué (* 1979 in Hamburg) und dem Musiker Mathias Paqué (* 1967 in Ramstein). Bis zum 21. Juni 2025 sind die beiden unter dem Namen MON MARI ET MOI aufgetreten. Seit Juli 2025 nennen sie sich nur noch Shakti und Matze.

## Karriere
Shakti absolvierte nach dem Abitur an der IGS Neumünster-Brachenfeld ein Studium der Innenarchitektur an der Hochschule Kaiserslautern. Anschließend studierte sie freie Kunst bei Eric Lanz an der Hochschule der Bildenden Künste Saar, das sie im Frühjahr 2019 mit einer Diplomarbeit abschloss.
Seit 2012 ist Shakti mit dem Gitarristen Mathias Paqué verheiratet. Im Jahr 2014 begann sie, nachdem sie zuvor keine Bühnenerfahrung hatte, mit dem Singen, angeregt durch eine Anfrage einer Nachbarin. Ihr Mann Mathias begleitete sie dabei musikalisch. Aus diesem Geburtstagsständchen entwickelte sich eine künstlerische Tätigkeit, die inzwischen in der Kleinkunstszene etabliert ist. Shakti ist heute hauptberuflich als Musikerin tätig und ist mit einem umfangreichen Tourplan in Deutschland unterwegs. Gemeinsam mit Mathias betreibt sie ein eigenes Musiklabel, ein Tonstudio sowie eine Booking-Agentur. Bislang veröffentlichte das Duo vier Alben mit selbstkomponierten Liedern. Neben dem Gesang spielt Shakti gelegentlich verschiedene Instrumente, darunter Pianica, Autoharp, Gitarre, Klaviaturglockenspiel, Stylophone und Schlagzeug. Ihr künstlerischer Hintergrund spiegelt sich in den Liedtexten und Moderationen wider.
Mathias Paqué ist seit seinem Abitur als Gitarrist, Songwriter, sowie als Sänger und Produzent tätig. Er veröffentlichte zehn Alben mit eigenen Liedern und spielte über dreitausend Konzerte in unterschiedlichen Bands. Derzeit tritt er ausschließlich gemeinsam mit Shakti auf, da der Tourplan keine weiteren Projekte zulässt. Er ist für die Studioaufnahmen der Alben verantwortlich und arbeitet mit verschiedenen Gastkünstlern zusammen. Für seine CD-Produktionen erhielt er ein GEMA-Stipendium sowie ein Projektstipendium der Stiftung Rheinland-Pfalz für Kultur.
Das Duo gründete 2021 das Label MON MARI ET MOI RECORDS (LC-97427), über das unter anderem ein Album der Liedermacherin Die Kühnemann aus München veröffentlicht wurde.
Shakti ist seit 2020 Mitglied im Berufsverband Bildender Künstler Rheinland-Pfalz, beide sind seit 2011 Mitglieder der Künstlerwerkgemeinschaft Kaiserslautern (KWG).
Für das Jahr 2026 ist eine gemeinsame Veranstaltungsreihe mit der Kammgarn Kaiserslautern geplant. Unter dem Titel „Die Katze im Sack“ werden sie jeweils am letzten Mittwoch im Monat zwei Künstlerinnen oder Künstler aus dem Kleinkunstbereich einladen und vorstellen.

## Stil
Musikalisch zeichnet sich das Duo durch häufig zweistimmigen Gesang aus, der hauptsächlich von einer Gitarre begleitet wird. Daneben kommen verschiedene weitere Instrumente zum Einsatz. Die Liedtexte behandeln oft skurrile Alltagsbeobachtungen, beispielsweise über 7-Zonen-Tonnentaschenfederkernmatratzen oder poetische Eindrücke aus einem Waschsalon. Zwischen den Liedern erzählen sie zahlreiche Hintergrundgeschichten, die einen wesentlichen Teil ihrer Bühnenpräsentation ausmachen. Aufgrund dieser Mischung werden sie gelegentlich dem Musikkabarett zugerechnet.

## Diskografie
- 2017: Konjunktiv für zwei (CD)
- 2020: Komm Näher – Lieder zum täglichen Gebrauch (Limitierte Auflage, Audiokassette)
- 2021: Lieder zum täglichen Gebrauch (CD und digital)
- 2022: Komisch – Popularmusik vom Allerfeinsten (CD und digital)
- 2023: Lieder aus der tiefsten Provinz (CD und digital)[15][16]

## Auszeichnungen
- 2022: mehrere Monate auf der Liederbestenliste[17]
- 2024: Comedy-/ Kabarett-Preis Belziger Bachstelze[18]

## Fernsehen und Rundfunk
Fernsehauftritte
- 2019: Kaffee oder Tee, SWR[19]
- 2020: Landesschau Rheinland-Pfalz, SWR
- 2021: Sondersendung Landesart – Zusammenhalten für die Kultur
- 2022: Landesschau Rheinland-Pfalz, SWR
- 2023: Fernsehzimmer Suhl[20]
- 2023: Couchgespräch, Landesschau, SWR
- 2023: Portrait Das bewegte Leben der Musikerin Shakti Paqué, Landesschau, SWR[21]

- 2024: Landesschau SWR[22]

Radiosendungen
- 2022: SR 2 KulturRadio
- 2022: WDR 5 Liederlounge. Die Liederbestenliste im Juli
- 2022: ARD Radiofestival (Das Deutsch-Französische Songpoet*innen-Treffen in Saarbrücken)
- 2022: SWR4 Rheinland Pfalz, Sonntagsgalerie[23]

- 2022: ARD Audiothek, SR 2 RendezVous Chanson, Konzertabend Krieg und Frieden
- 2023: Belgischer Rundfunk, Künstlertreff mit Horst Senker[24]

- 2024: Kulturleben, Bayern 2[25]

- 2024: Chansons, Lieder und Folk, BRF 1[26]
- 2024: Künstlertreff mit Horst Senker, Belgischer Rundfunk[27]

## Buchveröffentlichungen
Shakti Paqué: Was vom Leser übrig bleibt. 587 Buchbeziehungsgeschichten, Verlag Hermann Schmidt, 2013, ISBN 978-3-87439-838-1 (Auszeichnung beim Joseph Binder Award, Kategorie Editionsdesign)